# Skuldviridae
Skuldviridae ist eine vom International Committee on Taxonomy of Viruses (ICTV) im März 2023 neu eingerichtete Familie von Archaeenviren. Sie ist monotypisch in der gleichzeitig neu errichteten Ordnung Atroposvirales (Klasse Tectiliviricetes).
Mit Stand 8. März 2024 umfasst die Familie Skuldviridae ebenfalls monotypisch nur die einzige Gattung Delusorvirus.
Alle Atroposvirales- bzw. Skuldviridae-Mitglieder wurden per Metagenomik identifiziert (Stand März 2023).
Ihre mutmaßlichen Wirte gehören zur Klasse Lokiarchaeia innerhalb der Asgardarchaeota; dies klassifiziert sie nicht-taxonomisch als Asgardviren unter den Archaeenviren.

## Beschreibung

Genomkarte der Skuldviridae

Bisher (Stand Oktober 2021) wurden keine Viren isoliert, die Mitglieder der Asgardarchaeota infizieren.
Der Grund dafür liegt hauptsächlich in den Schwierigkeiten die Asgardarchaeota-Wirte zu kultivieren.
Alle bisher offiziell anerkannten Asgardviren wurden daher per Metagenomik identifiziert.   Allerdings gab es bis zum Oktober 2021 drei Virusgruppen, die durch Metagenomik in Tiefseesedimentproben entdeckt und Asgardarchaeota-Wirten zugeordnet werden konnten, darunter die Skuldviridae (Skuldviren, englisch skuldviruses), die sich als entfernt verwandt mit Viren aus der Klasse Tectiliviricetes erwiesen.
Es wird daher angenommen, dass Skuldviren zu einer neuen Virusordnung innerhalb dieser Tectiliviricetes gehören, neben anderen Ordnungen, darunter zwei mit Bakterienwirten (Bakteriophagen: Vinavirales mit Familie Corticoviridae und Kalamavirales mit Familie Tectiviridae), eine mit Archaeenwirten (Archaeenviren: Belfryvirales mit Familie Turriviridae) und eine mit Eukaryotenwirten (Rowavirales mit Familie Adenoviridae).

### Wirte
Die Viren der Gattung Delusorvirus infizieren nach Vorhersage als Asgardviren Archaeen aus der Klasse der Lokiarchaeia (Asgardarchaeota).
Dies ist eine Schwesterklasse der Heimdallarchaeia, die in den meisten phylogenetischen Analysen eine Schwesterklade der Eukaryoten bilden.

### Fundort und Habitat
Im Jahr 2022 veröffentlichten Sofia Medvedeva et al. eine Metagenomik-Studie, in der sie 20 MAGs von Asgardarchaeota aus Proben von Sedimenten des Tiefseebeckens vor der Shimokita-Halbinsel (Japan) identifiziert hatten.
Zusammen mit den Archaeen konnten in der eDNA (Umwelt-DNA, environmental DNA) von diesem und anderen Habitaten im Pazifik auch drei mit ihnen assoziierte Virengruppen im Rang von Familien identifiziert werden, darunter die Skuldviren.
SkuldV1 wurde ebenfalls assoziiert mit Asgardarchaeota-MAGs aus einer am 21. April 2018 entnommenen Probe von anoxischen Sedimenten des Hikurangi-Grabens (auch Hikurangi-Trog genannt) vor der Nordinsel Neuseelands identifiziert.
SkuldV3 stammt aus den ursprünglichen Datensätzen der Studie von  Medvedeva et al. (2022).
SkuldV3 wurde ursprünglich aus Unterwassersedimenten der Cascadia Margin (Ocean Drilling Programme, Site 1244) identifiziert.
SkuldV1 und SkuldV3 wurden als zirkuläre Contigs assmebliert und entsprechen somit vollständigen Virusgenomen.
Die Habitate der Skuldviren stimmen also mit denen ihrer mutmaßlichen Lokiarchaeia-Wirte überein: Tiefseegräben, nachweislich des Pazifiks (möglicherweise aber aller Ozeane, wo Lokiarchaeia vorkommen).

### Genom und Proteom
Ähnlich wie andere Mitglieder des Realms Varidnaviria kodieren die Skuldviren für ein Hauptkapsidprotein (MCP) mit Faltungsart Double Jelly-Roll (DJR), sowie für mutmaßliche Genomverpackungs-ATPasen der FtsK-HerA-Superfamilie, die sich aber von Terminasen der Mitglieder des Realms Duplodnaviria unterscheiden und daher nicht direkt mit ihnen verwandt sind.
Dies wurde zuerst festgestellt, nachdem das MAG von SkuldV1 aus den anoxischen Sedimenten der Hikurangi-Subduktionszone assmebliert vorlag.
Die Sequenzsuche mit dem SkuldV1 MCP führte zur Identifizierung von SkuldV2 und SkuldV3.
Neben dem DJR MCP kodiert die überwiegende Mehrheit der Varidnaviria für genomverpackende ATPasen der FtsK-HerA-Superfamilie; ein Homolog einer solchen ATPase wurde in allen drei SkuldV-Genomen identifiziert, was zeigt, dass es sich tatsächlich um Mitglieder dieses Realms handelt.
Weitere Vergleiche zeigten, dass die Skuldviren bzgl. dieser Proteine am engsten mit den Viren der Familien Corticoviridae, Turriviridae, Turriviridae, Tectiviridae (alle Klasse Tectiliviricetes des Phylums Preplasmiviricota) verwandt sind.
Ein Strukturvergleich anhand eines vorhergesagten MCP-Modells von SkuldV1 zeigte außerdem, dass es dem MCP des eukaryotischen Pseudoalteromonas-Phagen PM2 (Corticoviridae) am ähnlichsten ist.
Deutlich niedrigere Übereinstimmung gab es mit dem ebenfalls eukaryotischen Pyramimonas orientalis virus (Spezies Heliosvirus raunefjordenense, Familie Allomimiviridae, früher Phycodnaviridae) aus der Klasse Megaviricetes des Schwesterphylums Nucleocytoviricota.
Die überwiegende Mehrheit der Skuldvirus-Proteine weist keine Ähnlichkeit mit Proteinen auf, die von anderen bekannten Viren kodiert werden.
Die Netzwerkanalyse zeigte, dass die Skuldvirus-MCPs ein eigenes Cluster bilden, getrennt von den anderen zu dieser Zeit bekannten Gruppen von DJR-MCPs, was die taxonomische Klassifizierung in eine eigene Ordnung (Atroposvirales) rechtfertigt.
Wegen der Sequenzähnlichkeit von ca. 87 % von SkuldV1 und SkuldV3 wurden diese beiden Viren als zwei separate Arten derselben Gattung eingestuft.

## Systematik
Die Systematik der Skuldviridae-Ordnung Atroposvirales ist gemäß International Committee on Taxonomy of Viruses (ICTV) – mit Ergänzungen nach der Taxonomie des National Center for Biotechnology Information (NCBI) – wie folgt (Stand Mai/Juni 2024):
Ordnung Atroposvirales
- Familie Skuldviridae
  - Gattung Delusorvirus
    - Spezies Delusorvirus cascadiense, mit
Lokiarchaeia-Virus SkuldV3, Genomlänge 11.372 bp[4][A. 4]
    - Spezies Delusorvirus hikurangiense, mit
Lokiarchaeia-Virus SkuldV1, Genomlänge 11.290 bp
– Fundort: Hikurangi-Graben[A. 3] vor der Nordinsel Neuseelands, 21. April 2018[6][5]
    - Spezies „Lokiarchaeia-Virus SkuldV2“, Genomlänge 11.871 bp (unvollständig)[A. 5][5][10]
– Fundort: Sedimente unter dem Meeresboden (subseafloor sediments), vor der Shimokita-Halbinsel, Präfektur Aomori, 12. August 2006[6]

## Etymologie
Der Name der Ordnung Atroposvirales bezieht sich auf Atropos, der ältesten der drei Moiren, Schicksalsgöttinnen der griechischen Mythologie – sie entsprechen den Nornen der nordischen Mythologie; die Endung ‚-virales‘ bezeichnet Virusordnungen.
- Der Name der Familie Skuldviridae leitet sich ab von den in ihr zusammengefassten Lokiarchaeia-Viren (Skuldviren: SkuldV1, SkuldV3, …); die Endung ‚-viridae‘ bezeichnet Virusfamilien.
Skuld (vgl. de ‚Schuld‘) ist neben Verdandi (auch Werdandi) und Wyrd (auch Wurd, vgl. Urðr) eine der drei Nornen (Schicksalsgöttinnen) der nordischen Mythologie.[5][8]
  - Der Gattungsname Delusorvirus leitet sich ab von lateinisch delusor ‚Betrüger‘, was sich auf die mythische Figur Loki, den Namensgeber der Lokiarchaeia, bezieht.[4]
    - Das Art-Epitheton cascadiense ist der latinisierte Genitiv mit der Bedeutung ‚vom Cascadia [Margin]‘ oder ‚zum Cascadia [Margin] gehörig‘, ein Hinweis auf den Fundort des Referenzstamms SkuldV3.
    - Das Art-Epitheton hikurangiense ist analog der latinisierte Genitiv mit der Bedeutung ‚von Hikurangi‘ oder ‚zu Hikurangi gehörig‘, ein Hinweis auf den Fundort des Referenzstamms SkuldV1.